# Большая Вяткина
Большая Вяткина — река в России, протекает в Республике Коми по территории района Печора. Правый приток реки Печора.

## География
Впадает в одну из проток реки Печоры. Длина реки — 72 км. Притоки — Асыввож, Лунвож, Войвож.

## Этимология гидронима
Название, по-видимому, связано с русской фамилией Вяткин, владельца охотничьих или рыбных угодий на данной реке. Прилагательное большая указывает на наличие одноименного объекта (Малая Вяткина).

## Данные водного реестра
По данным государственного водного реестра России относится к Двинско-Печорскому бассейновому округу, водохозяйственный участок реки — Печора от водомерного поста у посёлка Шердино до впадения реки Уса, речной подбассейн реки — бассейны притоков Печоры до впадения Усы. Речной бассейн реки — Печора.